# Jazīreh-ye Lārak
Jazīreh-ye Lārak (persiska: جزيرِه لارك) är en ö i Iran.   Den ligger i provinsen Hormozgan, i den sydöstra delen av landet, 1 100 km söder om huvudstaden Teheran. Arean är 48 kvadratkilometer.
Terrängen på Jazīreh-ye Lārak är platt. Öns högsta punkt är 123 meter över havet. Den sträcker sig 7,2 kilometer i nord-sydlig riktning, och 9,8 kilometer i öst-västlig riktning.